# Puerto de Wahran
El Puerto de Wahran (en árabe: ميناء وهران) también llamada simplemente Puerto de Orán es un puerto en el país africano de Argelia, justo en el noroeste de su territorio, y exactamente en la ciudad de Orán, con vistas al mar Mediterráneo y que es considerado uno de los puertos importantes en cada uno de los ámbitos del comercio y el transporte marítimo en el área.